# صالح النافع

صورة تجمع الفنان الراحل سعود الراشد الرباح وبجانبه (في المنتصف) الراحل صالح النافع والفنان الراحل بدر الجويهل خلال احدى الحفلات الغنائية.

صالح محمد ابراهيم النافع العليان (صالح النافع)، هو فنان وعازف عود وملحن كويتي قدير وأحد رواد الاغنية الشعبيه والعاطفية في الكويت  اشتهر في فترة الخمسينات من القرن الماضي.
له العديد من الاعمال الموسيقية كما ساهم بشكل كبير في ظهور الفنان القدير عبدالكريم عبدالقادر الذي قدمة للإذاعة عام 1962  فأدى أمام لجنة مكونة من سعود الراشد ونجيب رزق الله أغنية "خايف أقول اللي في قلبي" للموسيقار محمد عبدالوهاب.
كما كان من ضمن فرقة المسرح الشعبي المستمعين الأوائل للفنان غريد الشاطئ 1958 الذين اعجبوا بغناء وشجعوه على الاستمرار، كما شارك صالح النافع غريد الشاطئ في أوائل الستينات عندما غنى اغنية يامن هواه وكان المسؤول عن الإيقاع. 